# عبدالحسین مسعود انصاری
عبدالحسین مسعود انصاری (۱۲۷۵ تهران – ۱۳۶۳ تهران) دیپلمات و دولتمرد دوران قاجار و پهلوی بود.
وی نواده میرزا مسعود گرمرودی نخستین وزیر امورخارجه ایران بود. خاندان انصاری تقریباً همگی در زمان قاجار و پهلوی دیپلمات بودند. پدرش علیقلی خان مشاورالممالک در دوران قاجار و پهلوی وزیر امور خارجه شد. در دارالفنون تهران درس خواند و تحصیلات خود را در رشته‌های علوم سیاسی و اقتصاد در روسیه ادامه داد. پس از بازگشت به ایران در سال ۱۲۹۶ خورشیدی، منشی پدرش شد که وزیر امور خارجه بود.
عبدالحسین انصاری در سفارت‌خانه‌های ایران در برلین، مسکو و لندن خدمت کرد تا اینکه در سال ۱۳۱۵ به ریاست اداره سوم سیاسی وزارت امور خارجه رسید. سپس رئیس اداره‌های امور قنسولی و تشریفات و در سال ۱۳۱۶ سرکنسول ایران در هند شد. سمت بعدی‌اش وزیرمختاری ایران در سوئد بود.
انصاری پس از بازگشت از مأموریت سوئد رئیس اداره پیمان سه‌گانه در وزارت امور خارجه شد که بر اساس معاهده میان ایران، شوروی و انگلستان در زمستان ۱۳۲۰ تشکیل شد. این معاهده ایران را هم‌پیمان آن دو دولت کرد و از لحاظ حقوقی از حالت اشغال خارج ساخت.
پس از پایان جنگ جهانی دوم در سال ۱۳۲۴، انصاری استاندار گیلان (استان یکم) و در هشتم مهر ۱۳۲۶ استاندار اصفهان (استان دهم) شد. در سال ۱۳۲۸ به وزارت امورخارجه بازگشت و به عنوان سفیر کبیر به افغانستان اعزام شد. یک سال بعد استاندار فارس شد.
سمت‌های بعدی انصاری عبارتند از: وزیر مختار در هلند، سفیر کبیر در پاکستان، دوبار سفر کبیر در مسکو، سفیر فوق‌العاده در افغانستان و رئیس هیئت حل اختلاف بر سر آب هیرمند.
عبدالحسین مسعود انصاری خاطرات خود را در کتابی شش جلدی به نام زندگانی من منتشر کرده است.